# Konya Ark

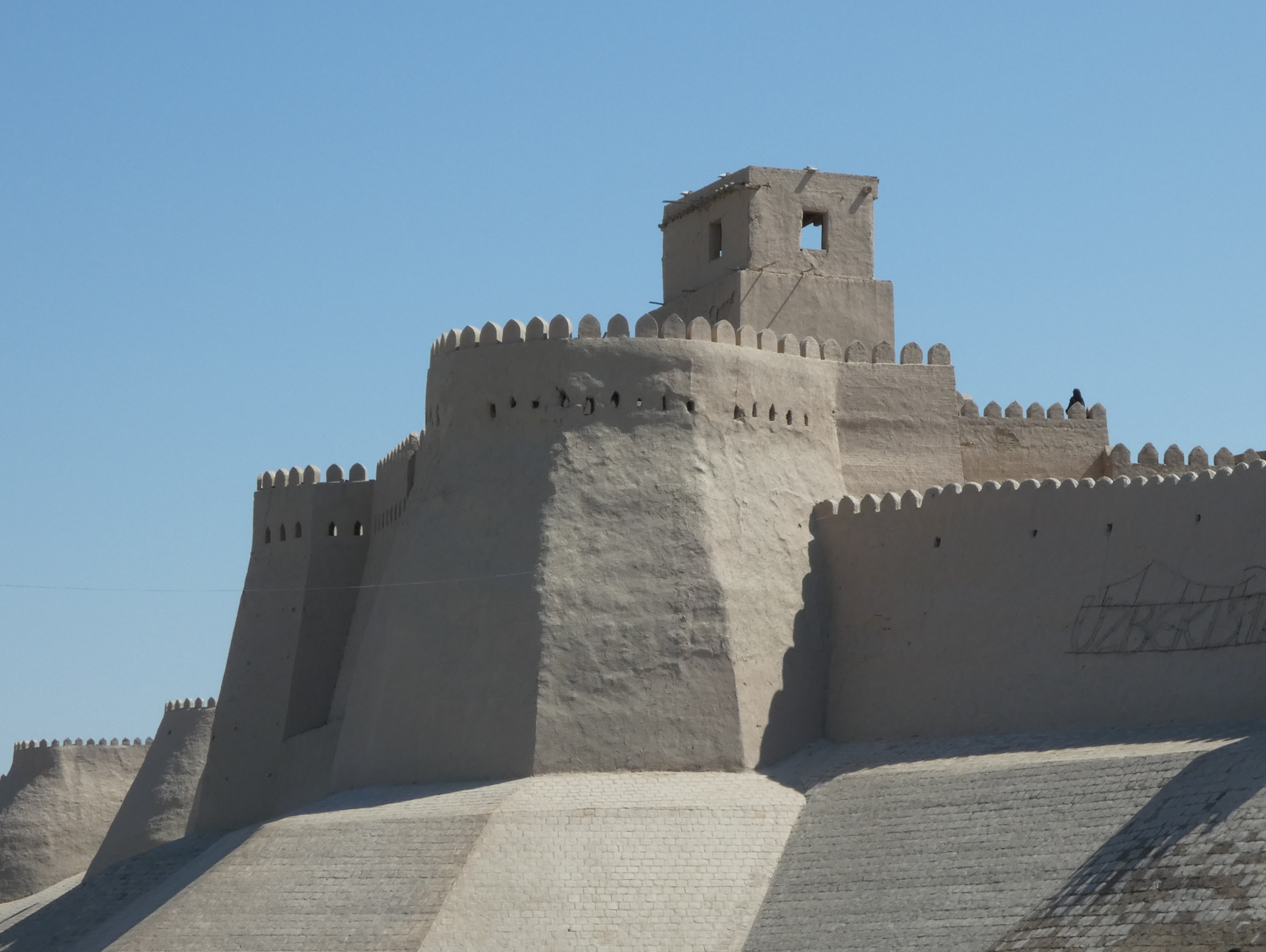
Die westlichen Außenmauern Konya Arks mit dem Turm Ak Scheich Bobo

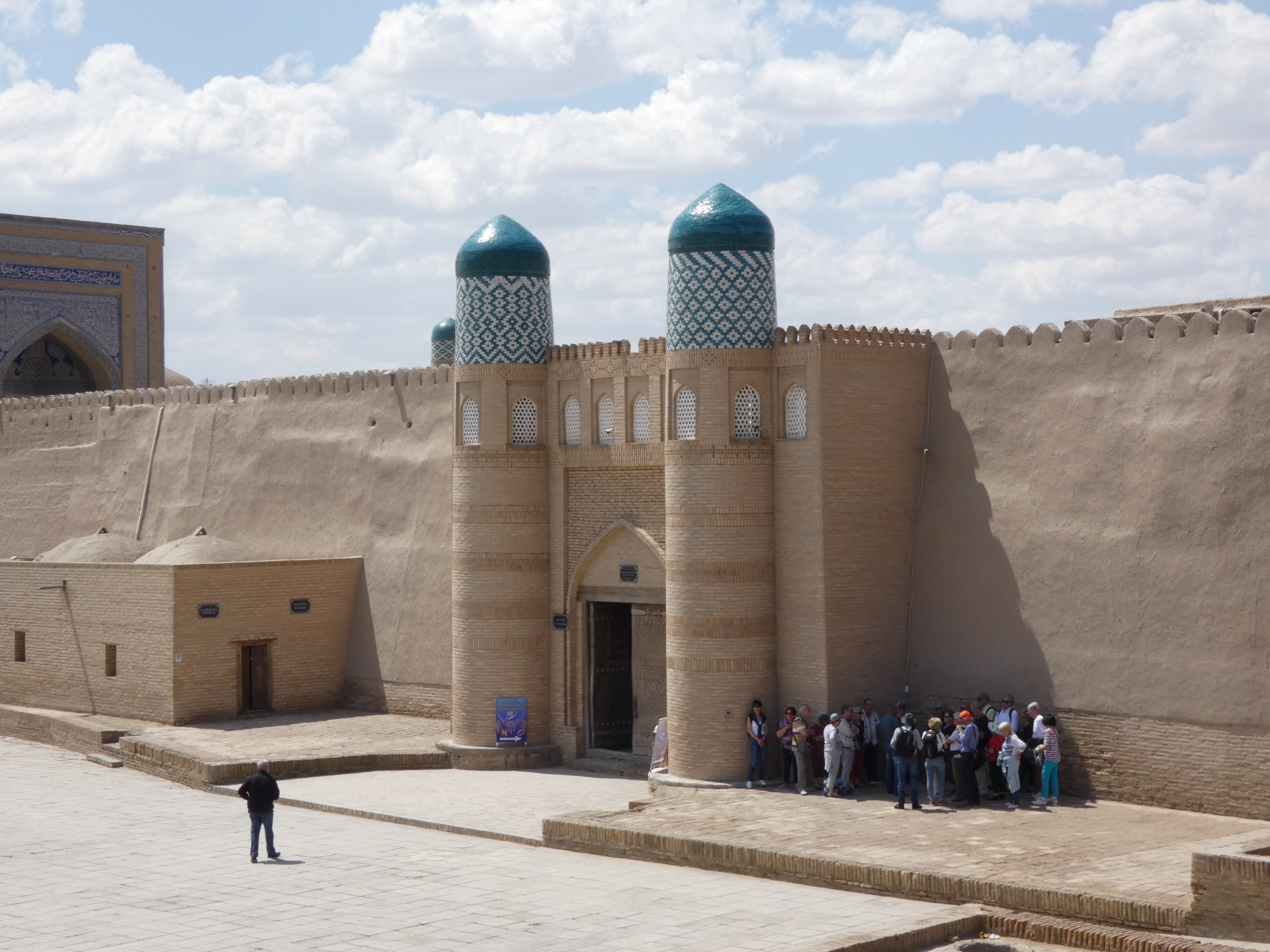
Das Festungstor als Zugang von der Altstadt Chiwas

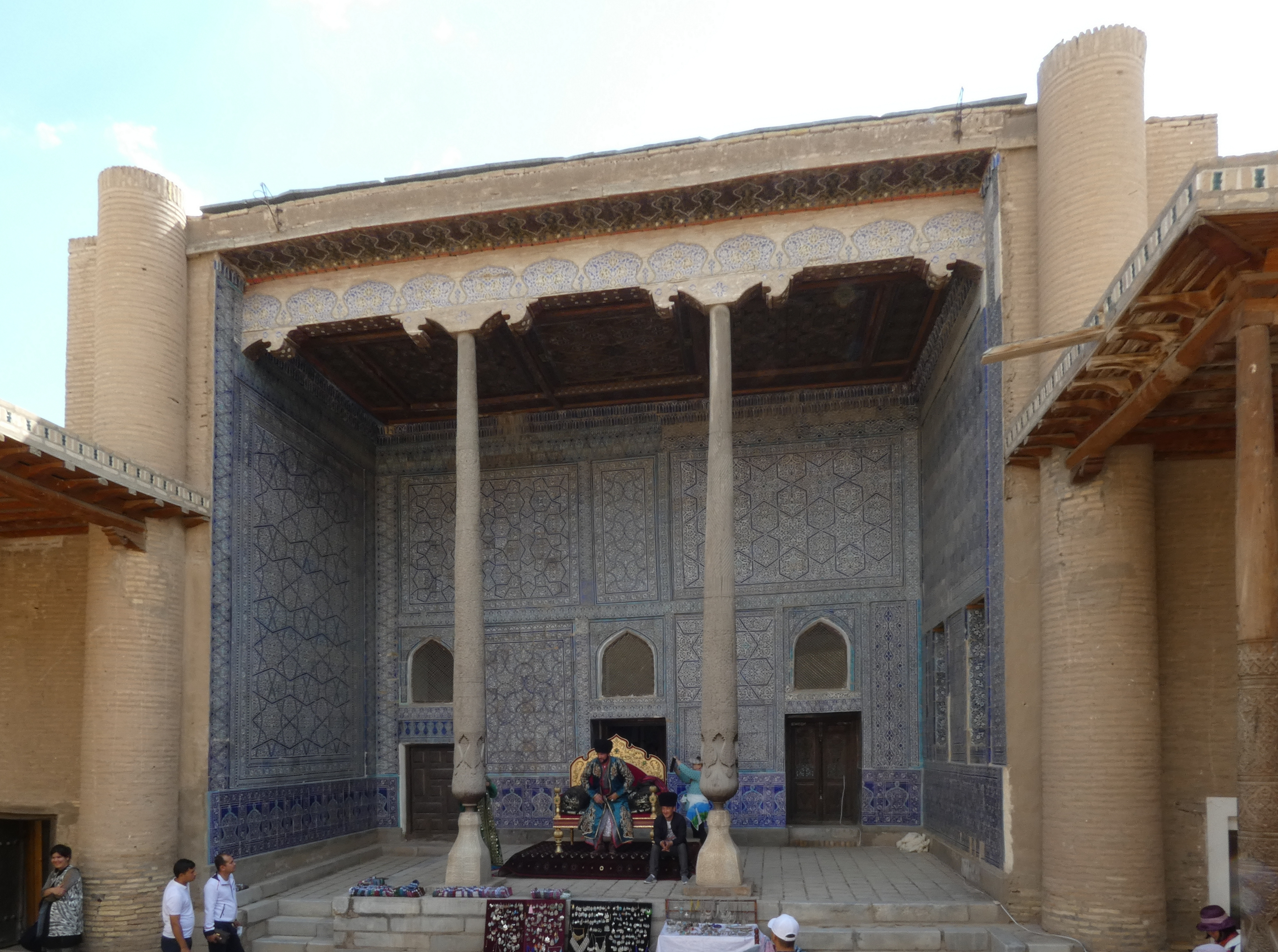
Der Iwan Kurnysh Khans

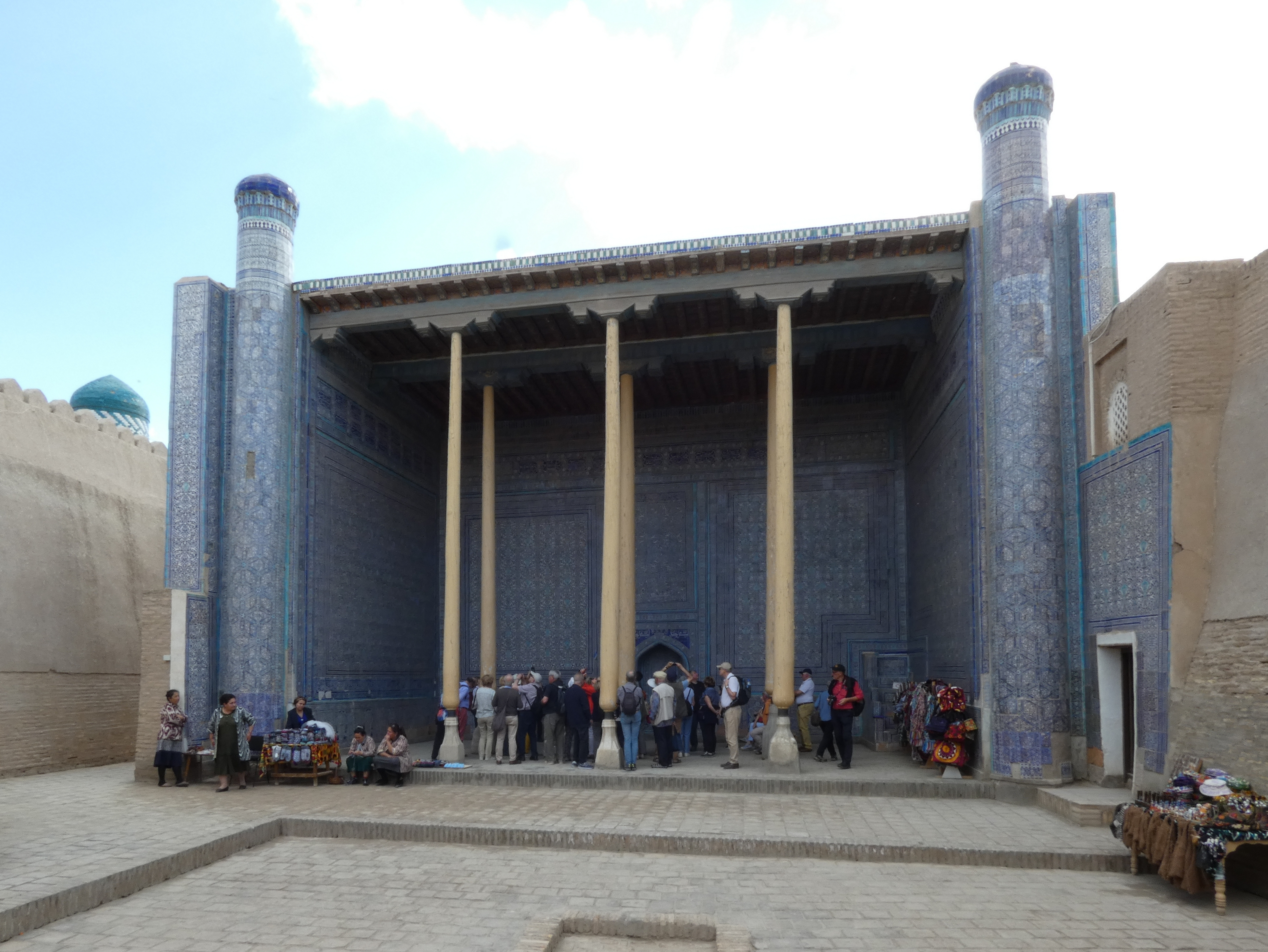
Sommermoschee der Moschee des Khans

Konya Ark (deutsch Alte Festung) ist die Zitadelle in der historischen Altstadt Chiwas Ichan Qalʼа und herausragender Teil des UNESCO-Welterbes.

## Bauwerk
Konya Ark liegt an der westlichen Außenmauer der Altstadt Ichan Qalʼа. Die Festung hat eine Größe von etwa 1,2 Hektar. Sie wurde im 17. Jahrhundert durch den Khan Muhammad Erenke (Regierungszeit 1687 bis 1688) errichtet, als die Errichtung eines staatlichen Verwaltungszentrums für das Khanat Chiwa notwendig erschien. Im Laufe der Jahrhunderte wurde die Festung ausgebaut. Nach etwa 100 Jahren galt Konya Ark als „Stadt in der Stadt“. In der Zitadelle waren die Moschee des Khans, die Residenz, das oberste Gericht, der Empfangsbereich Kurnysh Khan, die Pulvermühle, das Arsenal, der Münzhof, die Kanzlei, der Harem, die Küche, Pferdeställe und die Hauptwache untergebracht.

### Kurnysh Khan
Von der Altstadt Ichan Qalʼа ist Konya Ark über ein Festungstor zugänglich. Dieses ist von zwei Türmen flankiert, deren Spitzen mit auffälligen blauen Kacheln verziert sind. Hinter dem Tor befindet sich ein weiter Hof, an dessen westlicher Seite sich Kurnysh Khan befindet. Der erste Kurnysh Khan wurde während einer persischen Invasion in der Mitte des 18. Jahrhunderts zerstört. Der Neu- oder Wiederaufbau erfolgte in der Regierungszeit des Khan Iltuzar (Regierungszeit 1804 bis 1806). Es handelt sich um einen Mehrzimmerpalast. Im Nordteil befindet sich der Empfangshof mit einer Jurte für den Khan, in welcher der Herrscher während seiner Empfänge in der Sommerzeit thronte. Die südliche Hofseite wird von einem Iwan mit auffälligen blau-weißen Majoliken verkleidet abgeschlossen. Zwei hölzerne Säulen auf steinernen Basen tragen das Dach des Iwan. In einer der Basen wurden Gedichte des Dichters und Historikers Agahi eingemeißelt. Vom Iwan gelangt man über eine mit Ornamenten verzierte Tür in den Thronsaal. Die Wände des Thronsaals sind mit Stuckarbeiten und mehrfarbigeren Malereien verziert. In der Südwand befindet sich eine Wandnische für den Thron. Der originale Thron wurde 1816 erstellt mit ist mit feinem Blattsilber  bedeckt. Er wurde 1873 nach der Eroberung durch das zaristische russische Kaiserreich nach Moskau verbracht, wo er in der Rüstkammer des Kreml aufbewahrt wird. In Konya Ark befindet sich eine Nachbildung des Originals. Im westlichen Teil Kurnysh Khans wurden der Staatsschatz und wertvolle Manuskripte aufbewahrt.

### Ak Scheich Bobo, Moschee, Münzhof, Harem und Wohnbereich
Nordwestlich von Kurnysh Khan befinden sich die Moschee des Khans, der Münzhof, der Harem und der Turm Ak Scheich Bobo. Letzterer ist der höchste Punkt Konya Arks. Er wurde unter anderem als Wachturm genutzt. Der Münzhof befindet sich dem Eingang gegenüber im nördlichen Bereich der Festung. Er wurde in der Regierungszeit Khans Muhammad Rahim I. (1806 bis 1825) eingerichtet, welcher eine Steuerreform durchführte und Zollämter schuf. Im Bereich des Münzhofs wurden goldene, silberne und kupferne Münzen mit über einhundert Münzstempeln geprägt. Mehr als 300 der in Chiwa geprägten Münzen werden in der Eremitage in Sankt Petersburg aufbewahrt.
Dem Münzhof liegt die Moschee des Khans an, welche unter Khan Alla Kuli (Regierungszeit 1825 bis 1842) gebaut wurde. Sie ist in eine räumlich geschlossene Wintermoschee und eine zum Hof offene Sommermoschee geteilt. Die Sommermoschee ist ein Iwan  mit zweireihigen Holzsäulen auf steinernen Basen. Die Wände, der Mihrab, der Minbar und seitliche Türmchen sind mit Majoliken ausgekleidet, welche komplizierte Pflanzenmuster darstellen. Die Keramikarbeiten stammen von den Künstlern Usto Abulla Ibadulla und Abdullah. Letzterer hatte aufgrund seiner Fertigkeit den Spitznamen Dschinn.
Im weiter Inneren Konya Arks am Fuß von Ak Scheich Bobo befinden sich die Wohnräume der Khane Chiwas und die Räume des Harems. Dies ist der späteste Bauteil der Zitadelle und wurde unter Said Muhammad Rahim II. errichtet, der von 1863 bis 1910 herrschte.